# Collapse (videogioco 1985)
Collapse è un videogioco pubblicato nel 1985 per Amstrad CPC, Atari 8-bit e Commodore 64 dalla Firebird, nella linea a basso costo Silver 199 Range (poi divenuta Silverbird).
Il giocatore controlla una talpa (anche se sulla copertina più comune, e nella schermata di avvio per CPC, è raffigurato un personaggio orso) chiamata Zen che, muovendosi su piattaforme che può anche creare, deve colorare dei bastoncini e poi spingerli affinché collassino uno sull'altro, da cui il titolo lett. "collasso".
Una prima edizione di Collapse solo per Commodore 64, nella linea "argentata" quando ancora non veniva chiamata Silver, ha una copertina diversa dalle altre, che mostra un animale più simile a Zen. Poi uscì l'edizione Silver con l'orso per tutti i tre computer.

## Modalità di gioco
Lo schermo di gioco mostra una griglia fissa di 12x7 punti, dove tra un punto e l'altro può esserci un bastoncino oppure un "ponte" zebrato. Bastoncini e ponti orizzontali fanno da piattaforme sulle quali Zen, la talpa del giocatore, può camminare. Zen può anche saltare per raggiungere la piattaforma immediatamente al di sopra, mentre se finisce su uno spazio vuoto cade giù senza riportare danni.
Il giocatore deve colorare di blu tutti i bastoncini, passandoci sopra. Quando un bastoncino vicino è blu, può essere eliminato con apposito comando, e se ci sono altri bastoncini o ponti contigui, il bastoncino ruoterà con un'animazione realistica passando da uno spazio all'altro ed eliminando a catena (facendo "collassare") tutti gli altri bastoncini raggiungibili.
Lo scopo del gioco è l'eliminazione di tutti i bastoncini entro un tempo limite. Se si riesce a farli collassare tutti in una sola catena si riceve anche un punteggio bonus; tutti i bastoncini formano uno schema contiguo e c'è sempre un modo per farlo.
Sullo schema sono sempre presenti due nemici, mostricciattoli di aspetto variabile, che vagano fluttuando senza bisogno di piattaforme. Se raggiungono Zen gli sottraggono una parte del tempo che ha a disposizione. L'esaurimento del tempo causa la perdita di una vita. Ogni tanto compare temporaneamente un diamante da raccogliere per ottenere bonus di tempo.
Zen può passare a volontà tra due stati e colori diversi. Nello stato normale può colorare i bastoncini e saltare. Nello stato "magico" invece non può, ma acquisisce i seguenti poteri:
- camminare in orizzontale fluttuando anche dove non ci sono piattaforme;
- creare o togliere ponti negli spazi adiacenti;
- avviare il collasso di un bastoncino blu adiacente;
- lasciare una trappola di polvere magica, e se un nemico ci passa resta temporaneamente bloccato; in quello stato il nemico può essere anche eliminato da Zen toccandolo, ricevendo punti bonus, ma poi ricompare altrove.

Ci sono in tutto 96 livelli e si può scegliere di iniziare la partita da diversi di essi. Il numero e la disposizione dei bastoncini cambiano molto a seconda della difficoltà del livello. I ponti già presenti a inizio livello sono pochi.
Si può impostare il gioco per fino a quattro giocatori, ma si alternano soltanto, giocando partite del tutto indipendenti tra loro.

## Accoglienza
Collapse ricevette valutazioni contrastanti dalla critica europea del tempo. Ci furono diversi apprezzamenti sulla sua originalità, e diversi giudizi complessivi furono buoni, ma non mancarono anche alcuni giudizi medi o pessimi.
In particolare la rivista Commodore User lo recensì due volte a distanza di sette mesi, cambiando radicalmente dal primo voto di 4/5 al secondo di 2/10 (con voci estreme di 1/10 per grafica e sonoro, ritenuti amatoriali e obsoleti). Commodore Computer Club suggeriva di non sottovalutare Collapse, perché è più complicato di quel che sembra a prima vista. Zzap! gli assegnò un buon 85% grazie alla giocabilità e alla sfida rompicapo, nonostante fosse fortemente critica su grafica e sonoro minimali (voci di 27% e 19%).